# Induktionsschleife
Eine Induktionsschleife (auch Induktivschleife, Kontaktschleife oder Ringschleife) ist eine Drahtschleife, die insbesondere zu Signalisierungs- und Informationsübermittlung mit Hilfe des Prinzips der Elektromagnetischen Induktion verwendet wird.

## Anwendung im Straßenverkehr

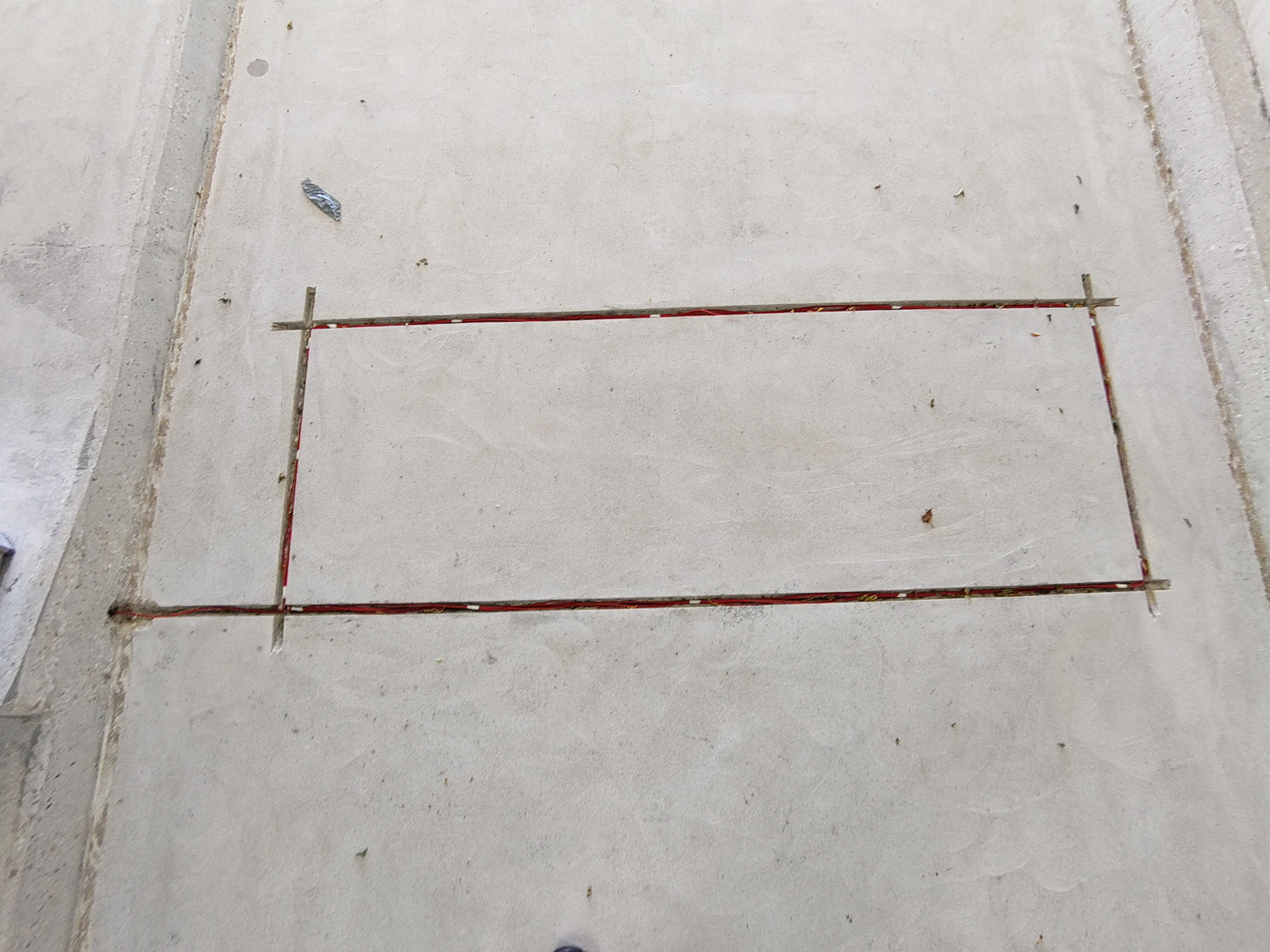
Kabelstränge einer Induktionsschleife im offenen Zustand während des Einbaus in einem Parkhaus

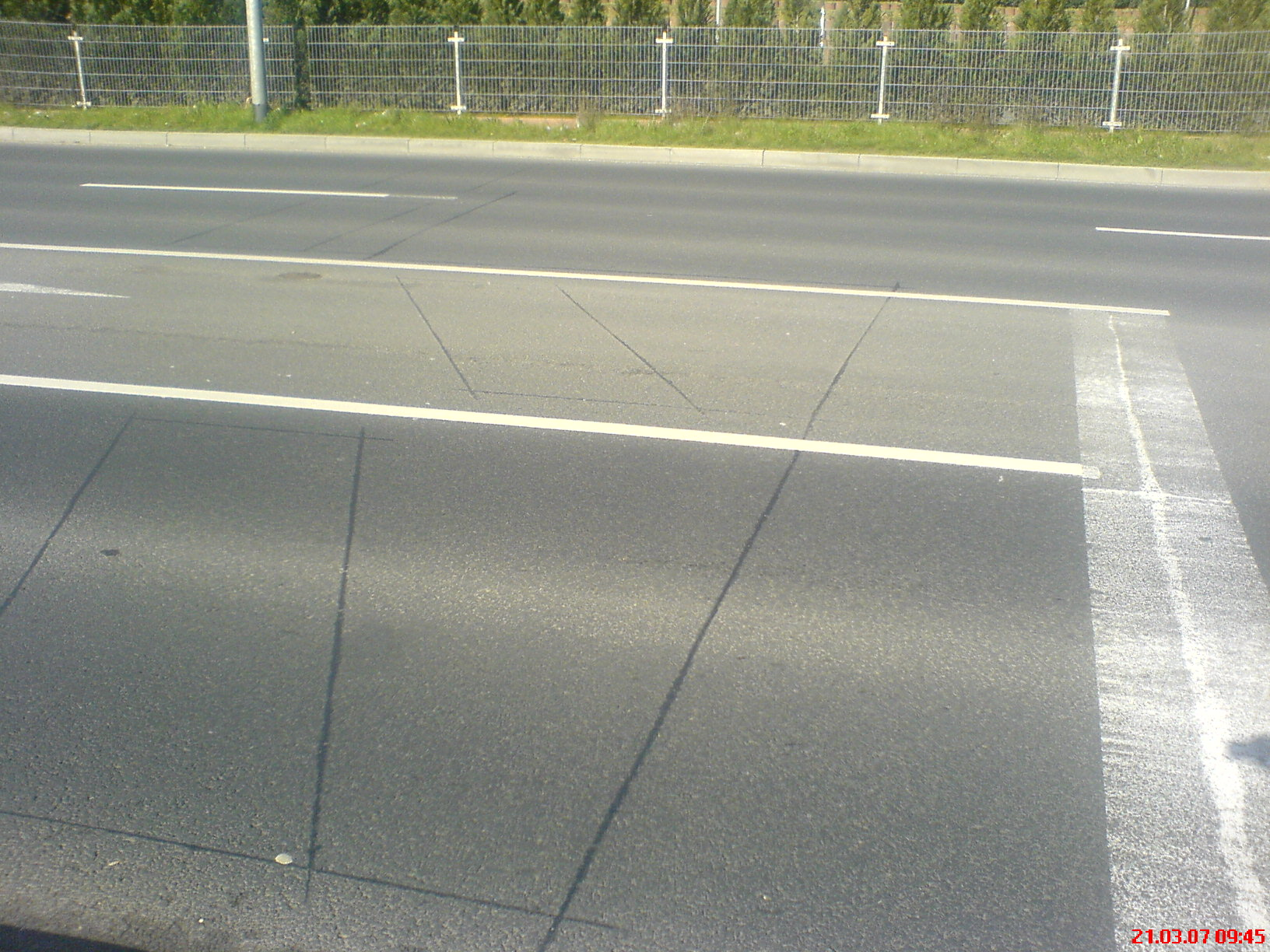
Induktionsschleife im Asphalt

In der Verkehrstechnik dient eine Induktionsschleife zur Fahrzeugerkennung auf dem Fahrweg.
Es kommen große, in die Fahrbahndecke eingelassene oder unter ihr verlegte Kabelschleifen zur Anwendung, vorzugsweise vor den Haltlinien bedarfsgesteuerter Verkehrsampeln, zum Einschalten von Rotlichtüberwachungskameras oder zum Öffnen und Wiederabsenken von Schranken bei Parkhäusern oder bei Mautstellen.

### Funktionsweise
Die Induktionsschleife wirkt als Spule. Sie wird parallel zu einem Kondensator geschaltet und bildet so einen Schwingkreis, dessen Resonanzfrequenz von der Kapazität des Kondensators (fest gegeben) und von der Induktivität der Spule (der Induktionsschleife) abhängt. Befindet sich ein metallischer Gegenstand (z. B. ein Fahrzeug) im Bereich der Induktionsschleife wird die Induktivität und die Güte der Spule verändert: Feldverdrängung und Wirbelströme verringern die Güte und die Induktivität, ferromagnetische (Blech-)Teile erhöhen die Induktivität. Dadurch ändert sich die Resonanzfrequenz und die Dämpfung des Schwingkreises. Dies wird von einer elektronischen Schaltung ausgewertet. Dieses Prinzip eignet sich zur statischen Erfassung von Fahrzeugen.

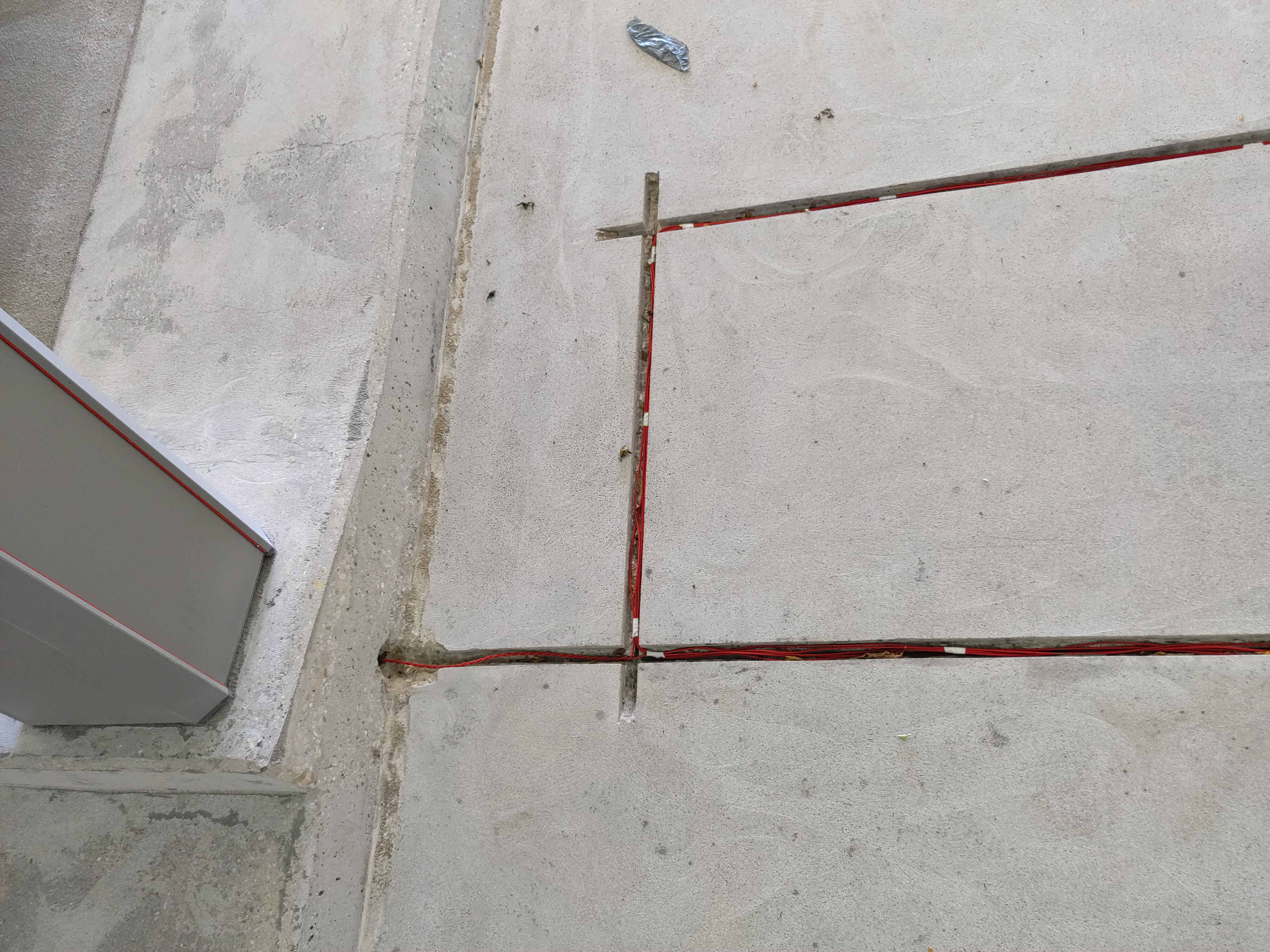
Detailansicht einer offenen Induktionsschleife

Weiterhin werden noch folgende Prinzipien beschrieben, die jedoch lediglich das Erscheinen/Verlassen des Fahrzeuges registrieren können:
- Die Schleife/Spule wird von einem Wechselstrom durchflossen. Tritt insbesondere ein ferromagnetischer Körper in das dadurch entstehende Magnetfeld, ändert sich dieses, wodurch sich die Spulenspannung ändert.
- Fahrzeuge lenken das Erdmagnetfeld ab, indem sie es in ihrer Eisenmasse bündeln. Wegen der Änderung des magnetischen Flusses (Induktionsprinzip) entsteht bei Bewegung des Fahrzeuges an der Spule ein Spannungsimpuls.

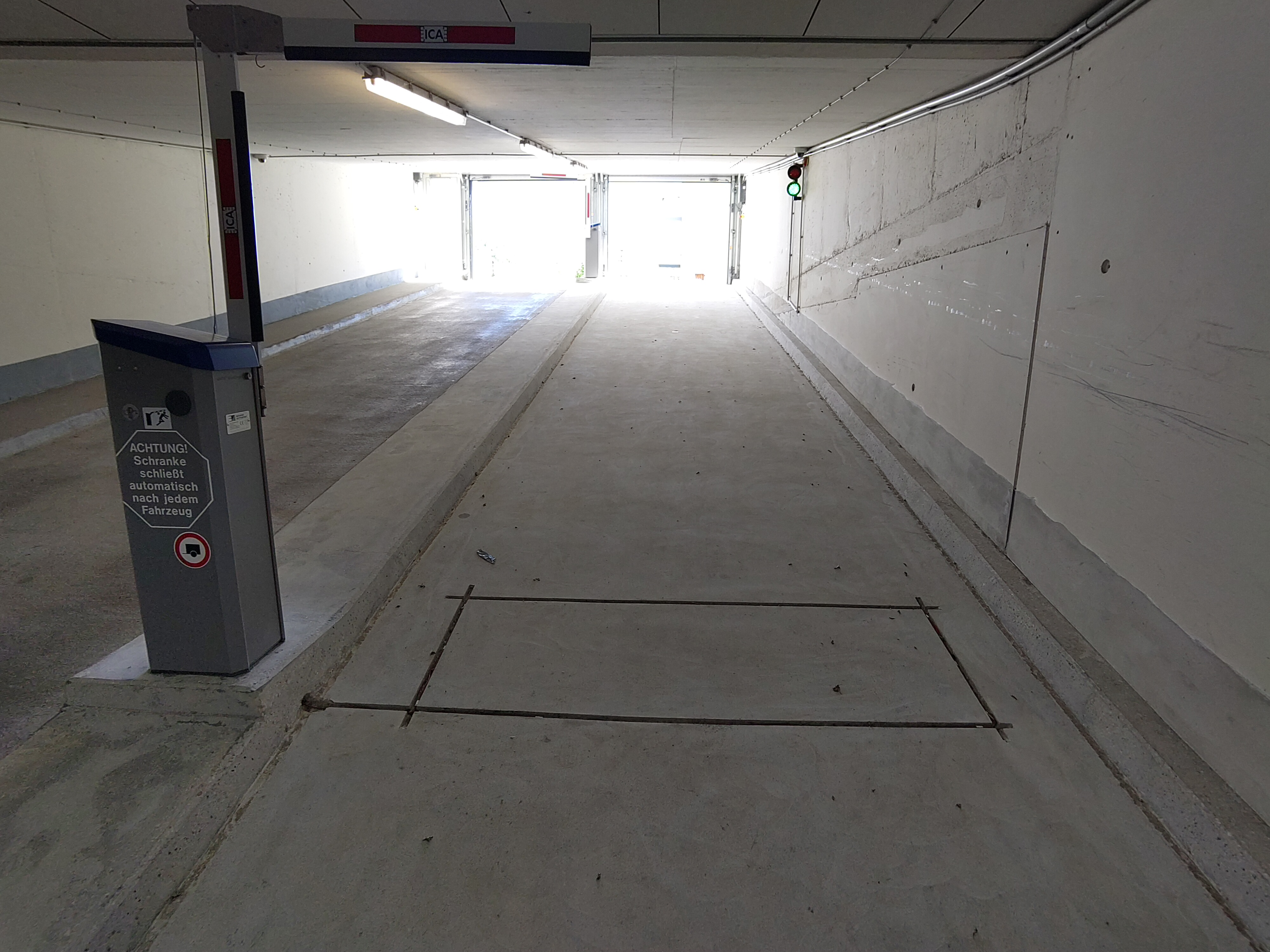
Typischer Aufbau einer durch eine Induktionsschleife gesteuerten Parkhausschranke. Die Schleife liegt offen, die Kabel der Schleife sind gut zu erkennen.

### Nutzfunktionen
Verkehrsabhängige Ampelsteuerungen schalten die betreffende Fahrtrichtung frei, wenn mittels der Induktionsschleife ein Fahrzeug gemeldet wird. Zusätzlich kann je nach Art der Steuerung die Freigabe so weit verlängert werden, bis im Fahrzeugstrom eine Lücke erkannt wird.
Durch eine an der Haltlinie verlegte Induktionsschleife kann festgestellt werden, ob ein Fahrzeug in die Kreuzung eingefahren ist. Rotlichtverstöße können so automatisch erkannt werden (siehe Geschwindigkeitsüberwachung). Außerdem werden Induktionsschleifen zur Verkehrszählung genutzt, wobei unter anderem auch mobile Ausführungen vorkommen, die lediglich über den Fahrweg gelegt werden.
Durch die Auswertung der gemessenen Hüllkurve ist es möglich, die erfassten Fahrzeuge nach Typen zu unterscheiden (z. B. Pkw, Kraftrad, Lkw). Mit einer Doppelschleife (zwei Induktionsschleifen, die in kurzem Abstand hintereinander verlegt wurden) kann neben einer feineren Typunterscheidung (z. B. kleine gegenüber großen Fahrzeugen oder Gespannen) auch die Geschwindigkeit bestimmt werden.
Durch Auslegung der Empfangsempfindlichkeit auf bestimmte Frequenzen (etwa um 10 kHz) können beispielsweise Einsatzfahrzeuge mit entsprechenden Signalisierungseinrichtungen die Ampelsignale für ihre Fahrtrichtung bevorzugt auf grün stellen, um schneller voranzukommen.
Induktionsschleifen zur Steuerung einer Ampel sind im Allgemeinen für Kraftfahrzeuge optimiert. Ob auch Radfahrer von der Induktionsschleife detektiert werden, hängt von der eingestellten Empfindlichkeit ab. Auch der Metallanteil des Fahrrads spielt eine Rolle. Zur Erreichung eines möglichst hohen Störeffekts und damit einer möglichst hohen Wahrscheinlichkeit der Erkennung, ist es empfehlenswert über den Rand der Schleife zu fahren.

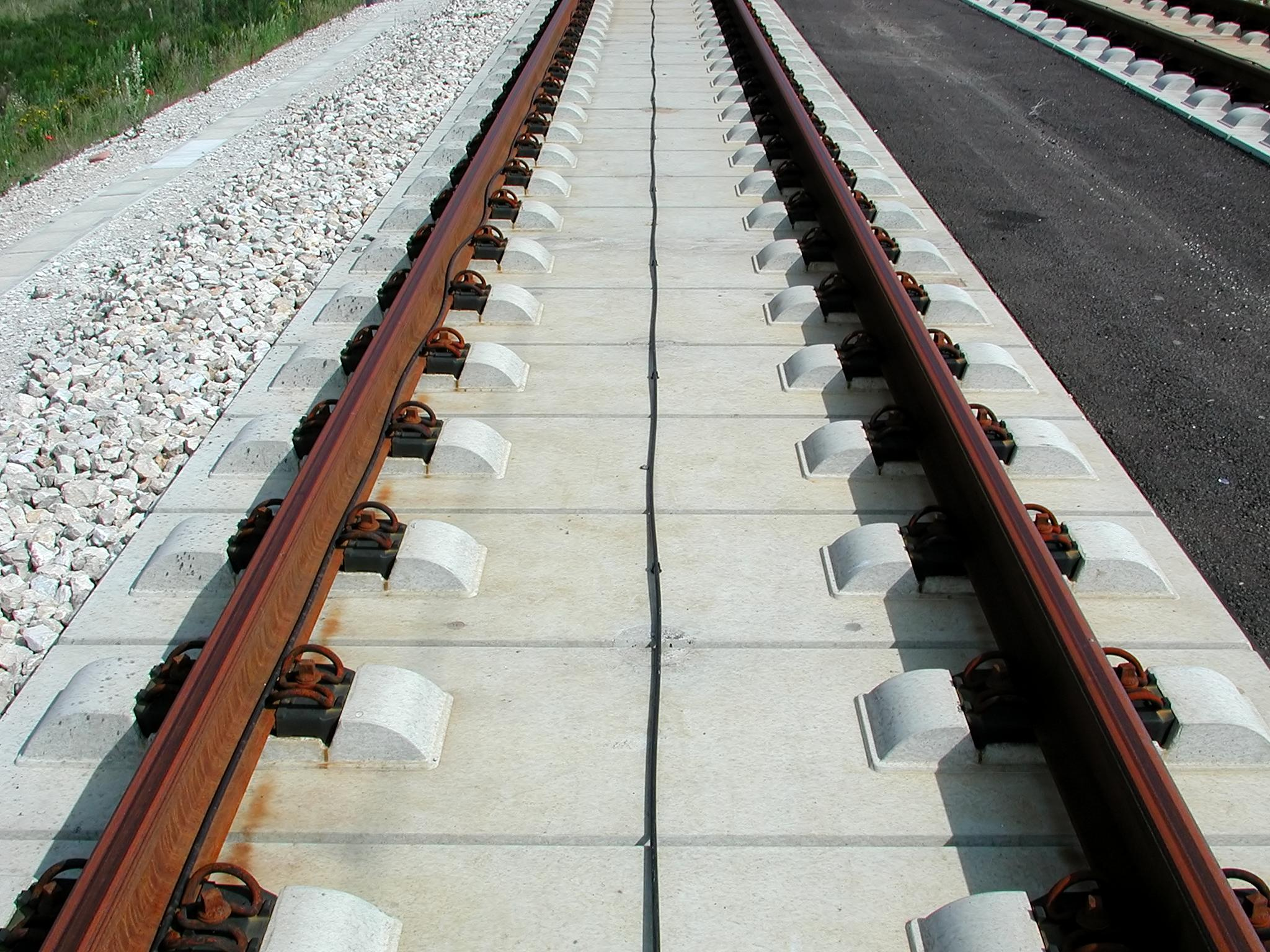
Linienleiter zwischen den Schienen einer Festen Fahrbahn

## Anwendung im Schienenverkehr
Im Schienenverkehr werden Induktionsschleifen zur Datenübertragung bei Zugbeeinflussungssystemen wie der LZB oder SELCAB verwendet. Die aneinandergereihten Schleifen werden hier wegen der geraden, fortlaufenden Führung innerhalb eines Kabels als Linienleiter bezeichnet.

## Anwendung für schwerhörige Menschen
Eine Induktionsschleifenanlage ermöglicht es Hörgeräteträgern, Audiosignale wie Musik in Kinos und Theatern, Wortbeiträge bei Veranstaltungen und Vorträgen beispielsweise in Kirchen drahtlos über die Hörgeräte mit weniger Störungen zu empfangen. Dazu muss ein Hörgerät über eine sogenannte Telefonspule (kurz T-Spule) verfügen, die das elektromagnetische Wechselfeld der Induktionsschleife aufnimmt.